# Dhaunsar
Dhaunsar é uma vila no distrito de Dhanbad, no estado indiano de Jharkhand.

## Demografia
Segundo o censo de 2001, Dhaunsar tinha uma população de 9205 habitantes. Os indivíduos do sexo masculino constituem 56% da população e os do sexo feminino 44%. Dhaunsar tem uma taxa de literacia de 48%, inferior à média nacional de 59,5%: a literacia no sexo masculino é de 59% e no sexo feminino é de 35%. Em Dhaunsar, 17% da população está abaixo dos 6 anos de idade.